# Allotrochosina karri
Allotrochosina karri là một loài nhện trong họ Lycosidae.
Loài này thuộc chi Allotrochosina. Allotrochosina karri được Cor J. Vink miêu tả năm 2001.